# 兩報爆炸案
兩報爆炸案是1983年4月26日發生在台灣台北市的炸彈爆炸案。
1983年4月26日上午11時許，台北市城中區忠孝西路一段83號《中央日報》總社一樓發生爆炸案，12人被炸傷；而在22分鐘前，台北市忠孝東路四段555號《聯合報》總社9樓電機房發生爆炸案。
1983年12月12日，法務部調查局宣佈偵破此案，放置炸彈者是台灣獨立運動人士黃世宗，策劃者是台灣獨立建國聯盟主席張燦鍙，指揮者是台灣獨立建國聯盟美國本部副主席陳南天，執行指揮與接應者是住在巴西的台獨人士李朝望。1984年2月18日，台灣警備總司令部公佈調查結果，亦稱是黃世宗所為。
黃世宗於案發前由巴西返回台灣，案發後逃離台灣，後來在巴西遭暗殺（一說在巴拉圭遭暗殺）。

## 政治影響
2016年7月9日，前《新台灣新聞周刊》採訪主任陳宗逸表示，原本在美國為首的國際壓力下，中國國民黨中的開明派試圖掌權壓制保守派；然而爆炸案後，保守派重新抬頭。鬥爭過程中，開明派的蔣經國下令把保守派的王昇外放駐巴拉圭大使，保守派則造成隔年的江南案，台灣內政國際化，蔣經國不得不宣布「蔣家人不接班」，然後保守勢力慢慢垮台。